# 조윤호 (희극인)
조윤호(趙倫浩, 1978년 4월 18일 ~ )은 대한민국의 개그맨 겸 가수이다. 2002년 그룹 '이야말로'의 멤버로 가수활동을 한적있다.

## 학력
- 대전용전중학교
- 중부대학교 연극영화과

## 연기 활동

### 방송
- 《폭소클럽 1》 (KBS2)
- 《개그사냥》 (KBS2)
- 《폭소클럽 2》 (KBS2)
- 《개그콘서트》 (KBS2) 
〈실미도 학원〉
〈파라킹 홈쇼핑〉
〈지구를 지켜라!〉
〈슈퍼스타 KBS〉
〈조선왕조 부록〉
〈출동! 김반장〉
〈그땐 그랬지〉
〈테러 진압 아이리스〉
〈이기적인 특허소〉
〈꺾기도〉
〈구리스〉
〈전국구〉
〈고! 스톱?〉
〈승승맞장구〉
〈히든 캐릭터〉
〈달라스〉
〈깐죽거리 잔혹사〉
- 《크게 될 스타》 (코미디TV)
- 《시네마 월드》 (부산MBC)
- 《출발드림팀 시즌 2》 (KBS2)
- 《퀴즈쇼 사총사》 (KBS2)
- 《해피투게더 시즌 3》 (KBS2)
- 《스타주니어쇼 붕어빵》 (SBS)
- 《대국민 토크쇼 안녕하세요》 (KBS2)
- 《가족의 품격 풀하우스》 (KBS2)
- 《밥상의 신》 (KBS2)
- 《벼락맞은 문방구 시즌 2》 (투니버스)
- 《킬미힐미》 (MBC) - 폭주족 두목 역 (특별출연)
- 《웹툰히어로 툰드라쇼 시즌 2》 (MBC EVERY1)
- 《돌아와요 아저씨》 (SBS)
- 《굿바이 미스터 블랙》 (MBC)
- 《옥중화》 (MBC) - 재덕 역
- 《백일의 낭군님》 (tvN) - 심마니 역
- 《싸이코패스 다이어리》 (tvN) - 칠성의 후배 역 (특별출연)

### 영화
- 2012년 《아이스 에이지 4: 대륙 이동설》 - 사일러스 역
- 2014년 《비행기 2: 소방구조대》 - 더스디 크롭호퍼
- 2017년 《비정규직 특수요원》 - 소매치기 역
- 2018년 《퍼즐》 - 후드남 역
- 2021년 《구원》 - 배씨 역

### 라디오
- 《영스트리트》 (SBS 파워FM)
- 《올드스쿨》 (SBS 파워FM)

### 뮤지컬
- 2009년 《개그뮤지컬 우리는 개그맨이다》

### 광고
- 2014년 팔도 비빔면
- 2014년 KT olleh 데이터 무제한 광대역 LTE
- 2014년 LG생활건강 샤프란 꽃담초
- 2014년 팀버랜드
- 2014년 파고다어학원
- 2014년 LG전자 휘센 제습기
- 2014년 칠팩터 슬러시메이커
- 2014년 네시삼십삼분 블레이드
- 2014년 신성통상 앤드지바이지오지아
- 2014년 기상청 기상정보 확인 캠페인
- 2014년 대리운전55775577
- 2015년 카렉스

## 앨범
- 《1집 Eyamallo》 - 그룹 '이야말로' (2002년).
  - 〈Piano Theme〉
  - 〈사랑해도 난〉
  - 〈미친파도〉
  - 〈심청이〉

## 유행어
- 꺾기도
  - 대체 지금 무엇들 하시는 겁니까?
  - 혹시나 해서
- 깐죽거리 잔혹사
  - 잠깐!
  - 유단잔가?
  - 천천히 들어와봐.
  - 당황하지 않고
  - ○○을 빡! 끝.
  - 그런 얘기 하는 거 아니야.

## 홍보대사 활동
- 2014년 정보 보호 홍보대사
- 2017년 FIFA U-20 월드컵 대전 홍보대사

## 수상
| 연도 | 시상식                      | 부문                   | 작품                 | 비고 |
| ---- | --------------------------- | ---------------------- | -------------------- | ---- |
| 2014 | MTN 방송광고 페스티벌       | CF 신인스타상          | KT 올레, 팔도 비빔면 | 수상 |
| 2014 | 제22회 대한민국문화연예대상 | 개그부문 최우수상      | 개그콘서트           | 수상 |
| 2014 | KBS 연예대상                | 코미디부문 남자 우수상 | 개그콘서트           | 수상 |